# 美丽蝇狮
美丽蝇狮（学名：Marpissa pulchra）为跳蛛科蝇狮属的动物。分布于朝鲜、日本以及中国大陆的吉林、内蒙、湖南、广西等地。该物种的模式产地在朝鲜或日本。